# 拉普拉特 (內布拉斯加州)
拉普拉特（英語：La Platte）是位於美國內布拉斯加州薩皮縣的普查規定居民點。

## 歷史
拉普拉特的郵局於1871年設立，其後於1955年停運。

## 人口
根據2020年美國人口普查的數據，拉普拉特的面積為0.80平方千米，當中陸地面積為0.73平方千米，而水域面積為0.06平方千米。當地共有人口50人，而人口密度為每平方千米62.5人。